# Poudrière
Poudrière (auch: La Poudrière) ist ein Stadtviertel (französisch: quartier) im Arrondissement Niamey III der Stadt Niamey in Niger.

## Geographie

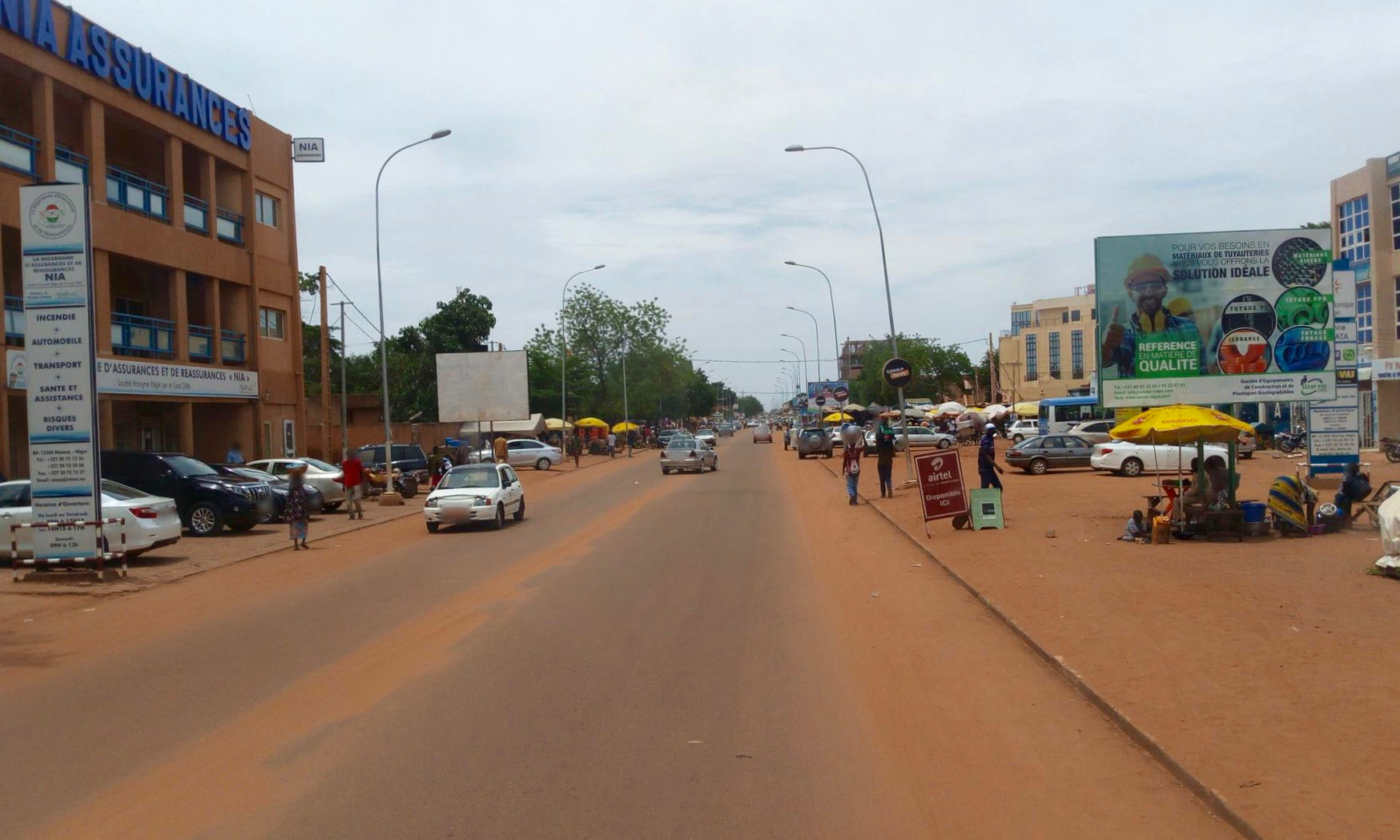
Avenue de l’Entente in Poudrière (2018)

Poudrière befindet sich im Osten des urbanen Gemeindegebiets und grenzt im Südosten an den Grüngürtel von Niamey. Die Nachbarviertel sind Abidjan im Nordwesten, Route Filingué im Nordosten, Cité Fayçal im Südwesten sowie Collège Mariama und Kalley Sud im Westen. Das Stadtviertel erstreckt sich über eine Fläche von etwa 185,7 Hektar und liegt in einem Tafelland mit einer Sandschicht, die im Norden mehr und im Süden weniger 2,5 Meter tief ist. Am südlichen Rand von Poudrière, nördlich des Boulevard de l’Indépendance, befindet sich das Wohnviertel 105 logements.
Das Standardschema für Straßennamen im Nordosten von Poudrière ist Rue PO 1, wobei auf das französische Rue für Straße das Kürzel PO für Poudrière und zuletzt eine Nummer folgt. Dies geht auf ein Projekt zur Straßenbenennung in Niamey aus dem Jahr 2002 zurück, bei dem die Stadt in 44 Zonen mit jeweils eigenen Buchstabenkürzeln eingeteilt wurde. Diese Zonen decken sich nicht zwangsläufig mit den administrativen Grenzen der namensgebenden Stadtteile. So werden in anderen Teilen von Poudrière die Schemata Rue CI 1, benannt nach Cité Fayçal, und Rue RF 1, benannt nach Route Filingué, angewendet.

## Geschichte
Das Stadtviertel Poudrière (französisch für „Pulvermagazin“) entstand Anfang der 1970er Jahre. Hier wurden Wohnungen mittleren und gehobenen Standards für höhere Funktionäre gebaut. Von 1978 bis 1988 gehörte Poudrière zu den am stärksten wachsenden Stadtteilen von Niamey. Mit der Einteilung von Niamey in fünf Distrikte im Jahr 1979 wurde Poudrière Teil des 3. Distrikts, der 1989 mit dem 4. Distrikt in der Teilgemeinde Niamey II aufging, die wiederum 1996 in der bisherigen Form aufgelöst wurde.

## Bevölkerung

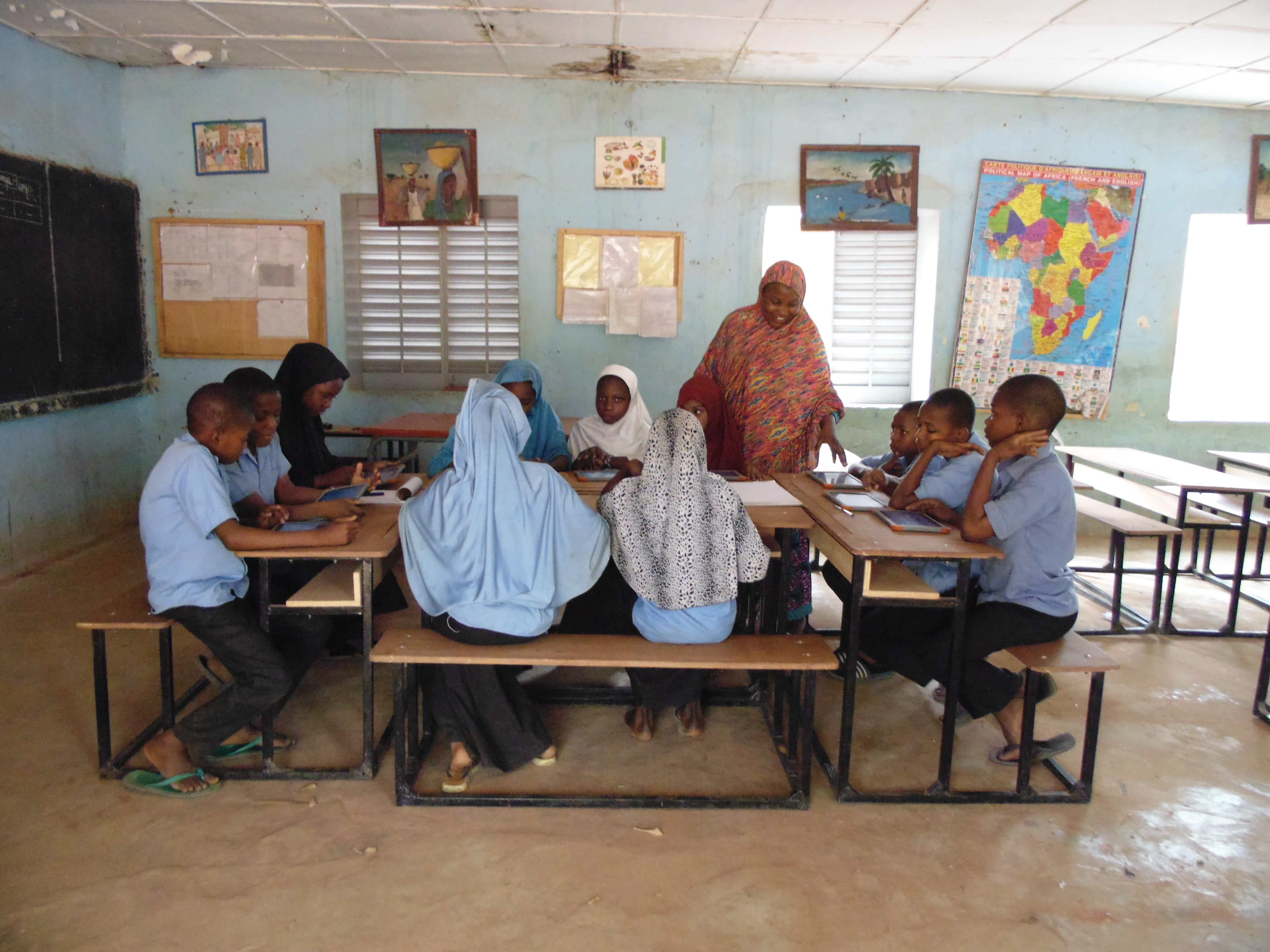
Eine Schulklasse in Poudrière (2019)

Bei der Volkszählung 2012 hatte Poudrière 14.524 Einwohner, die in 2363 Haushalten lebten. Bei der Volkszählung 2001 betrug die Einwohnerzahl 14.424 in 2230 Haushalten und bei der Volkszählung 1988 belief sich die Einwohnerzahl auf 6931 in 1053 Haushalten.

## Infrastruktur
Der Centre Hospitalier Régional (CHR), auch bekannt als Hôpital Poudrière, ist ein Krankenhaus im Stadtviertel. In Poudrière gibt es mehrere öffentliche Grundschulen. Die älteste, die Ecole primaire de Poudrière I, wurde 1971 gegründet. Die Mittelschule Collège d’enseignement général 4 (CEG 4) besteht seit dem Jahr 1972 und die Mittelschule Collège d’enseignement général 7 (CEG 7) seit dem Jahr 1979. Das Institut Regional de Management de Niamey (IREMA Niamey) bietet Lehrgänge in Verwaltung, Bankwesen, Buchhaltung, Betriebswirtschaft, Transportlogistik und Zollwesen sowie zum Bankangestellten, Bürosekretär und Handelsangestellten an.